# Achada dos Foles
Achada dos Foles é um sítio localizado na serra do Estreito de Câmara de Lobos, concelho de Câmara de Lobos, Ilha da Madeira.